# Eugene Byron Smalley
Eugene Byron Smalley (11 de julio de 1926 - 25 de marzo de 2002) fue un botánico, fitopatólogo, y micólogo estadounidense.

## Biografía
Por la Universidad de California en Berkeley, obtuvo una maestría (1953) y el doctorado (1957) en fitopatología.
Smalley se unió a la Universidad de Wisconsin-Madison en 1957 con el objetivo específico de encontrar una manera de controlar grafiosis Curó semillas de todo el hemisferio norte, Smalley así desarrolló cepas resistentes de olmo s que fueron patentados y liberados al comercio, en particular Ulmus 'Sapporo otoño de Oro' (Sapporo Autumn Gold) y Ulmus 'New Horizon'.

## Algunas publicaciones
- Chen, M. M.; Smalley, E. B.; Guries, R. P. (1984). «Disease resistance screening of selected elm species and cultivars». Phytopathology 74: 824.
- Lester, D. T.; Smalley, E. B. (1972). «Response of backcross hybrids and 3 species combinations of Ulmus pumila, Ulmus japonica, and Ulmus rubra to inoculation with Ceratocystis ulmi». Phytopathology 62 (8): 845-848. doi:10.1094/Phyto-62-845.
- Lester, D. T; Smalley, E. B. (1972). «Response of Ulmus pumila and Ulmus pumila-rubra hybrids to inoculation with Ceratocystis ulmi». Phytopathology 62 (8): 848-852. doi:10.1094/Phyto-62-848.
- Lester, D. T; Smalley, E. B. (1972). «Variation in ornamental traits and disease-resistance among crosses of Ulmus pumila, Ulmus rubra and putative natural hybrids». Silvae Genetica 21: 193-197.
- Smalley, E. B. (1963). «Seasonal fluctuations in susceptibility of young elm seedlings to Dutch elm disease». Phytopathology 53: 846–853.
- Smalley, E. B.; Guries, R. P. (1993). «Breeding Elms for Resistance to Dutch Elm Disease.». Annual Review of Phytopathology 31: 325-354. doi:10.1146/annurev.phyto.31.1.325.
- Smalley, E. B.; Lester, D. T. (1973). «'Sapporo Autumn Gold' Elm». HortScience 8 (514–515): 1973.
- Smalley, E. B.; Lester, D.T. (1983). «'Regal' Elm». HortScience 18 (960–961): 1983.

### Libros
- 1994.

- La abreviatura «Smalley» se emplea para indicar a Eugene Byron Smalley como autoridad en la descripción y clasificación científica de los vegetales.[3]